# ジャワ島南西沖地震
ジャワ島南西沖地震（ジャワとうなんせいおきじしん）は、2006年7月17日、インドネシアのジャワ島南西部沖で8時19分28秒(UTC)（現地時間 午後3時19分28秒）に発生した地震である。

## 概要
- アメリカ合衆国地質調査所は、地震の規模をモーメントマグニチュード7.7 [3]と推定[1][2]。
- インドネシア気象地理庁によれば、震源地はバンドンの南約620 kmのインド洋で、震源の深さは32 km。
- 当初、津波の規模は2-3mとの報道が見られたが、その後の名古屋大学などの痕跡調査により、7m以上の規模であることが判明している[1][2][4]。

## 被害
震源に近い場所では直接的な揺れに加え、海岸に津波が押し寄せたことにより、多くの被害を出した。政府当局の発表によれば500人以上の死者が生じ、30,000人が一時的に避難をするなどの災害となった。 
死者が集中したのは、パンガンダラン市のリゾート地パガンダランビーチで、200人以上の死者が出ていると推測されている（同地を訪れた観光客の被害者数が把握できていないため）。

### 海外からの援助
- 日本は、インドネシア政府からの援助物資の支援要請を受け、国際協力機構（JICA）が7月19日にテントや毛布、給水施設などの物資を供与している[8]。